# Мита Ракић
Димитрије Мита Ракић (Мионица, 15/27. октобар 1846 — Београд, 5/17. март 1890) био је српски књижевник, преводилац, политичар и економиста.

## Биографија
Димитрије Ракић је рођен у Мионици као син Јеврема (1818–1879), среског капетана у Мионици и касније у Шапцу, и Марте Ракић рођене Михаиловић. Основну школу је похађао у Рибници код Мионице и Ваљеву, а гимназијско школовање и студије завршио је на Великој школи у Београду. Студирао је у Минхену, Цириху, Гетингену и Лондону.
У Србију се вратио 1871. године и добио прво радно место у Гимназији у Шапцу. Следеће 1872. године изабран је за редовног члана Српског ученог друштва. Од 1873. радио је као професор у Другој полугимназији у Београду. Био је уредник политичког листа „Време“ (1874. године). У периоду од 1873. до 1879. радио је у Министарству финансија, а од 1881. је био секретар у Министарству спољних послова. Био је 1885. у Привилегованој Народној банци Краљевине Србије владин комесар. Од 1886. био је председник пореске управе, а 1888. је постао начелник статистичког одељења у Министарству народне привреде.
Био је министар финансија у кабинету Николе Христића од 14/26. априла 1888. док није поднео оставку 8/20. октобра 1888. Пензионисан је 1889. године.
Уз писање књижевних дела и економских расправа, преводио је различита дела са више страних језика: руског, француског, енглеског и немачког. Превео је Игоове „Јаднике“, изашло је 20 свезака превода од 1872. до 1886. године. То је први превод овог романа на српски језик и једини до Другог светског рата. Његово дело је и нацрт Закона о слободи штампе из 1881. године. Одликован је Таковским крстом и другим одликовањима.
Био је ожењен Аном, ћерком Милана Ђ. Милићевића. Њихов син је познати песник Милан Ракић (1876—1938), а ћерка Љубица била је удата за Милана Грола.

## Дела
- 1876. Порези - покушај за студију
- 1877. Један лист из физике социјалне  78291463
- 1881. Железничко питање